# گیلبرت ملکی
گیلبرت ملکی (انگلیسی: Gilbert Melki؛ زادهٔ ۱۲ نوامبر ۱۹۵۸) بازیگر، بازیگر سینما، و بازیگر تلویزیون اهل فرانسه است.
از فیلم‌ها یا برنامه‌های تلویزیونی که وی در آن نقش داشته‌است می‌توان به مؤسسه زیبایی ونوس، آنژلا، بتی، لارگو وینچ و تغییر زمان اشاره کرد.